# Coll d'Ares (Montsec)
El Coll d'Ares és un coll a 1.495,6 m. que travessa la serralada del Montsec d'Ares. Servia de pas al camí ral dels Pallars, que enllaçava les poblacions del Pla de Lleida amb les pirinenques dels dos Pallars i la Ribagorça. Actualment encara hi passa una pista rural de muntanya, però ha perdut definitivament el seu paper de principal enllaç entre les comarques esmentades.
És gairebé al centre del Montsec d'Ares, al sud de Sant Esteve de la Sarga, del Pallars Jussà, municipi al qual pertany pel costat septentrional, i al nord-oest d'Àger, de la Noguera, municipi que ocupa el costat meridional del coll.
És a ponent del cim de Sant Alís i a llevant de la Corona.